# مسمكة

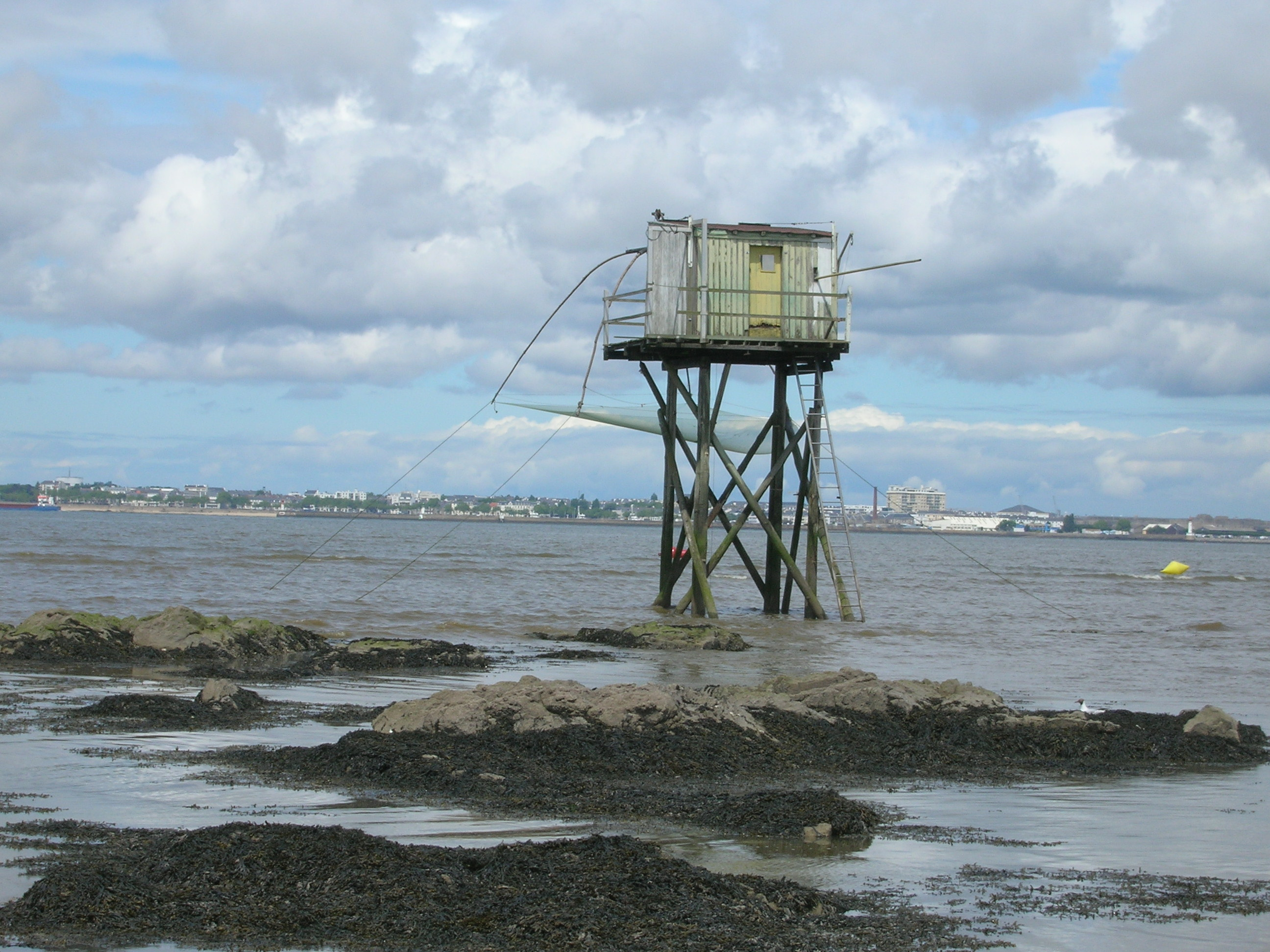
مصيدة سمك

المَسْمَكة هي شبكات تنصب في عرض البحار من أجل صيد الأسماك وخاصة التونة بكميات محددة تحددها السلطات ونظمة الزراعة العالمية وكلمة مسمكة تعني أيضًا محل لبيع السمك في الدول العربية. كما تعني –بشكل عام– الكيان المزاول لنشاط تربية وجني المحصول السمكي  و الذي تحدد صفته كمزاول لهذا النشاط إحدى السلطات المختصة. طبقًا لمنظمة الأغذية والزراعة للأمم المتحدة (الفاو)، تٌعَرَف مصائد الأسماك «طبقًا للأشخاص المعنيين، أصناف وأنواع الأسماك، المساحة المغمورة وعمق المياه، طريقة الصيد، فئات القوارب المستخدمة، الغرض من نشاطات مصائد الأسماك، أو توليفة من العوامل سالفة الذكر». غالبًا ما يشمل تعريف مصائد الأسماك خليطًا من الأسماك والصيادين في إقليمٍ ما حيث يقوم الصيادون بصيد أنواع من الأسماك بأدوات معينة.
تقوم مصائد الأسماك على صيد الأسماك البرية أو تربية الأسماك عن طريق استزراع الأسماك أو استزراع مائي (تربية المائيات). وتشكل مصائد الأسماك بشكل مباشر أو غير مباشر مصدرَ رزقٍ لأكثر من خمسمائة مليون شخص في الدول النامية، معتمدين على مصائد الأسماك وتربية المائيات. ويتسبب الصيد الجائر للأسماك، بما في ذلك صيد الأسماك بما يزيد عن المستويات المستدامة، في انخفاض مخزون الأسماك والعمالة في الكثير من الأقاليم حول العالم. في تقريرها الصادر في يوليو/ حزيران لعام 2014،  قدرت وحدة الأمير تشارلز للاستدامة (Prince Charles' International Sustainability Unit) (صندوق دفاعي بيئي ومقره مدينة نيويورك) مساهمة مصائد الأسماك عالميًا في الناتج العالمي الخام بنحو 270 مليار دولار اميركي سنويًا والذي يمكن أن يرتفع بمقدار يصل إلى 50 مليار دولار إذا ما طٌبِق صيد الأسماك المستدام بصورة كاملة.

## مصطلح «الأسماك»
- في الأحياء – يستخدم مصطلح الأسماك بمعنى ضيق لوصف أي كائن ذي عمودٍ فِقَريّ وله خياشيم مدى حياته وكذلك يملك أطرافًا -من عدمها- على شكل زعانف.[12] يطلق مصطلح السمكة كذلك على كثير من الكائنات البحرية والتي لا تعد من الأسماك بالمعنى الضيق، ومن هذه الكائنات على سبيل المثال؛ الأصداف، الحبار، نجم البحر، الروبيان، وقنديل البحر. قديمًا لم يقم علماء الأحياء بهذه التفرقة حيث صنف المؤرخون الطبيعيون عجول البحر، الحيتان، البرمائيات، التماسيح، وحتى أفراس النهر ومجموعة من اللافقاريات المائية على أنها أسماك.[13]
- في مصائد الأسماك – يستخدم مصطلح الأسماك كمصطلح شامل ويتضمن الرخويات، القشريات، وأي حيوان مائي يتم جَنيٌه ضمن المحصول السمكي.[6]
- الأسماك الفعلية – التعريف البيولوجي الضيق للأسماك المذكور سابقًا يطلق عليه أحيانًا الأسماك البحتة (الفعلية). وكذلك يطلق على الأسماك الفعلية مصطلح الأسماك الزعنفية (ذات الزعانف) للتفرقة بينها وبين الكائنات البحرية الأخرى المحصودة في مصائد الأسماك والاستزراع المائي.

## الأنواع

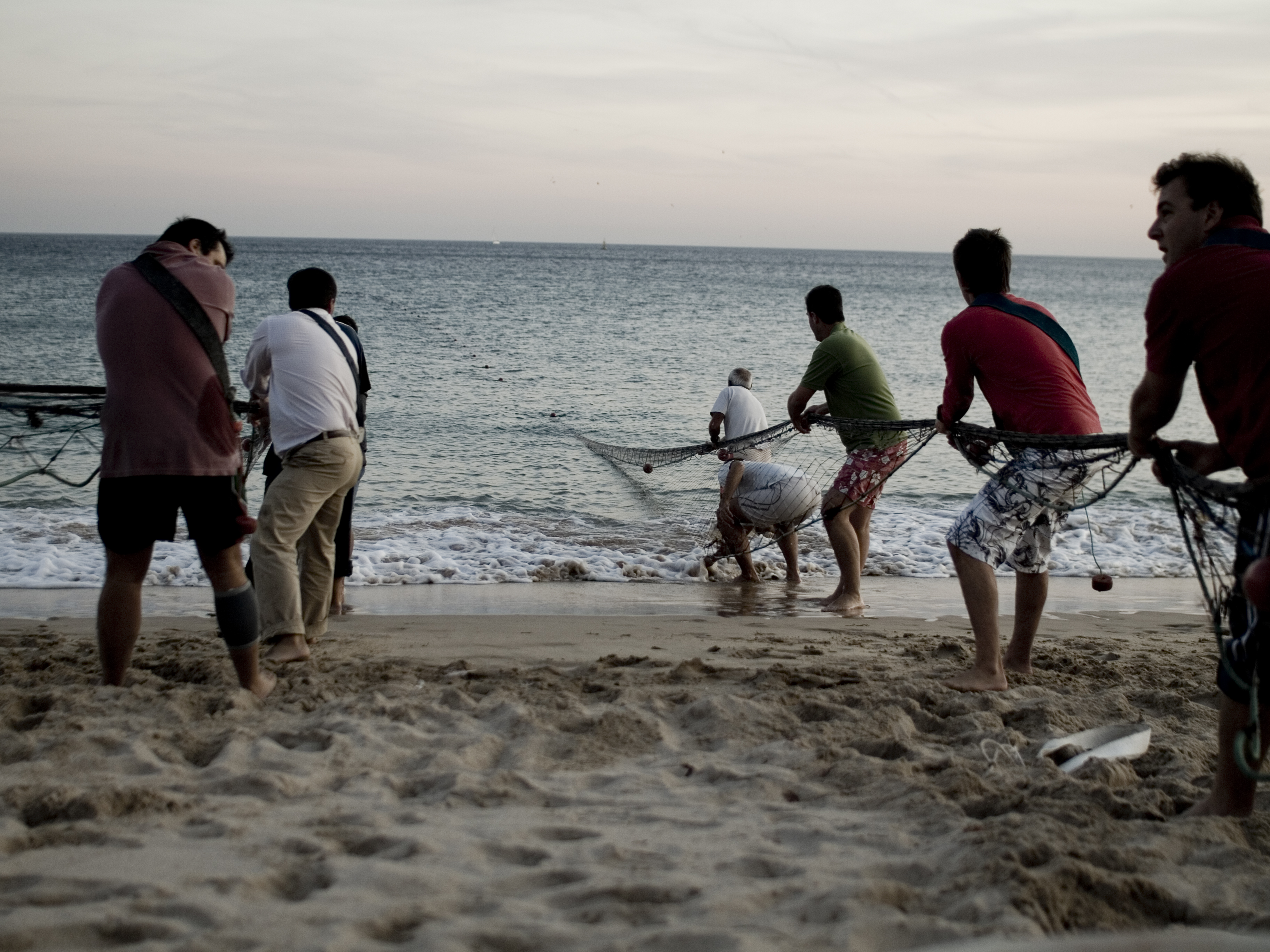
صيادو سمك في سيسمبرا، البرتغال

تُحصد مصائد الأسماك من أجل قيمتها التجارية والترفيهية ومن أجل الكفاف. ويمكن أن تكون الأسماك من مياه مالحة أو عذبة، كذلك أن تكون برية أوتمت تربيتها في المزارع. ومن أمثلة المصائد؛ مصائد أسماك السلمون في ألاسكا، مصائد أسماك القٌد قبالة جزر لوفوتون، مصائد التونا شرق المحيط الهادي، ومزارع الروبيان (القريدس) في الصين.
يتم حصاد أكثر من 90% من مصائد الأسماك من البحار والمحيطات على عكس المياه الداخلية. وتمتاز المصائد البحرية بكونها ثابتة نسبيًا منذ منتصف التسعينات (بين 80 إلى 86 مليون طن). تتمركز معظم المصائد قرب السواحل وهذا ليس لكون الصيد من مياه ضحلة نسبيًا يعد أسهل من الصيد في المحيط المفتوح فقط وإنما بسبب وفرة الأسماك قرب الجرف القاري وذلك لوفرة المغذيات في تلك المنطقة بسبب تيارات الحمل والسيول. رغم ذلك، تتواجد المصائد المثمرة في المحيطات المفتوحة، عادة قرب الجبال البحرية، كما تتواجد أيضًا في المياه الداخلية والأنهار.
تقوم معظم المصائد على الأسماك البرية، وإن كانت مزارع الأسماك (استزراع الأسماك) في ازدياد. ويمكن أن تقام مزارع الأسماك في في المناطق الساحلية مثل مزارع المحار. ولكن تقام عادة في المياه الداخلية، البحيرات، البِركات، أو أي حاويات أخرى.
تنتشر مصائد الأسماك المتخصصة في أنواع معينة من الأسماك على مستوى العالم، مثل مصائد الأسماك الزعنفية، الرخويات، القشريات، شوكيات الجلد، والنباتات المائية كعشب البحر بالتبعية. على الرغم من ذلك، قليل من الأصناف (الأنواع) يساهم في أغلبية حصاد المصائد حول العالم مثل الرنجة، القٌد، الأنشوفة، التونا، السمك المفلطح، السمك البوري، الحبار، القريدس، السلمون، السرطان، الكركند، المحار، والمحار الصدفي. جميع الأصناف السابقة –عدا الأربعة الأخيرة– قد ساهمت بحصاد عالمي يزيد عن مليون طن في عام 1999. حيث ساهم  كل من الرنجة والسردين وحدهما بأكثر من 22 مليون طن عام 1999. وتُحصد الكثير من الأنواع الأُخرى بكميات أقل.